# Solitaire (album de Doc Gynéco)
Pour les articles homonymes, voir Solitaire.
Albums de Doc Gynéco
Quality Street
(2001) Menu Best Of
(2003)
Solitaire est le 3e album du rappeur Doc Gynéco sorti en automne 2002.

## Collaborations
- Ken Kessie, réalisateur artistique de Première consultation remixera Funky Maxime qui contient un sample d'une chanson de Jermaine Jackson (You got to hurry), Être aimé et West Indies.
- Daz Dillinger, rappeur du groupe Tha Dogg Pound apparaît sur Solitaire et dans lequel Doc Gynéco se confesse presque ouvertement sur la raison du potentiel commercial que contient son nouvel opus : Faut suivre la mode, les boîtes, les files de bagnoles, de plus en plus seul devant mon verre d'alcool. Je dois faire semblant d'être heureux et faire des textes joyeux. Faire kiffer les gens de 7 à 77 ans (…) T'es qu'obligé d'écouter les couplets, si t'es pressé j'vais t'faire ton refrain préféré.
- Matthieu Chedid, dont le jeu de guitare solo donnera une couleur rock sur Flash, avec Lord Kossity au refrain.
- Stomy Bugsy sur le titre zouk Frotti-Frotta. Le single sortira en tant que second single ré-arrangé, sans son apparition, mais qui reste présent sur la version de l'album avec un texte en créole cap-verdien.
- Katia Aznavour, créditée comme choriste.

## Liste des titres
1. Flash feat. Lord Kossity
2. Pauvre de moi
3. Vaya con dios
4. Funky Maxime
5. Solitaire feat. Daz Dillinger
6. Les censeurs
7. Frotti-Frotta (C'est l'amour qui contrôle) feat. Stomy Bugsy
8. Être aimé
9. Armagedon
10. West Indies
11. Quoi qu'ils pensent ou disent
12. L'âge ingrat
13. Frotti-Frotta (Remix Black Pearl) [piste bonus]

## Récompenses
En 2003, l'album Solitaire remporte le prix du meilleur album rap/hip hop aux Victoire de la musique.

## Classements
| Charts                       | Meilleure position |
| ---------------------------- | ------------------ |
| France (SNEP)                | 5                  |
| Belgique (Wallonie Ultratop) | 13                 |
| Suisse (Schweizer Hitparade) | 30                 |